# Эфрати, Йосеф
Эфрати Йосеф (ивр. יוסף אפרתי‎, при рождении Иосиф Грайвер (идиш יוסף גרייבר‎) род. 19 февраля 1897 года, Пинск, Российская империя — 8 февраля 1975 года, Израиль) — израильский общественный деятель и депутат кнессета.

## Биография
Родился в Пинске в семье Мордехая Грайвера и его жены Дворы Липшиц. Иосиф получил начальное образование в реформированном хедере. В 1914 году переселился в Османскую Палестину.
В молодости Грайвер был активистом сионистского движения «Прахей Цион». Учился в сельскохозяйственной школе в Петах-Тикве, вступил в партию Ха-Поэль ха-Цаир (с 1930 года — МАПАЙ).
В 1917 году вместе с группой добровольцев Эфрати поселился в поселении Беэр-Тувия. С 1923 по 1925 работал на сельскохозяйственной исследовательской станции в Бен-Шемене.
Эфрати был членом сельскохозяйственного центра и с 1925 года жил в кибуце Гева. Уже через год Йосеф женился на Хае Хаскинд.
В 1935 году был делегатом 19-го сионистского конгресса в Люцерне (Швейцария), а также делегатом конгресса в Женеве (Швейцария).
В 1948 году он был избран депутатом кнессета 1-го созыва, получил должность в финансовой комиссии кнессета. Затем Эфрати переизбирался в кнессет 2-го, 3-го, 4-го, 5-го созывов.
Вошел в третье правительство Израиля в качестве  заместителя министра сельского хозяйства Переца Нафтали.
Умер в 1975 году. У Йосефа и Хаи Эфрати было четверо детей: Мордехай, Миха, Эйтан и Двора. Мордехай Эфрати погиб во время Войны за независимость Израиля.